# Geografie umană

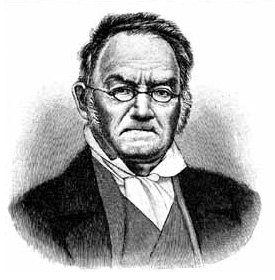
Carl Ritter - considerat ca fiind părintele geografiei moderne

Geografia umană, cunoscută și ca antropogeografie, este unul dintre sub-domeniile principale ale geografiei, și care studiază procesele ce au loc atunci când omul interacționează cu mediul înconjurător (lumea, popoarele, comunitățile și culturile). Exemple includ; expansiunea urbană, dezvoltare urbană etc. și ne ajută să mai bine înțelegem spațiul în care trăim.
Principalele ramuri a geografiei umane sunt geografia economică,  geografia resurselor, geografia culturală și demografia.